# Fékszárny

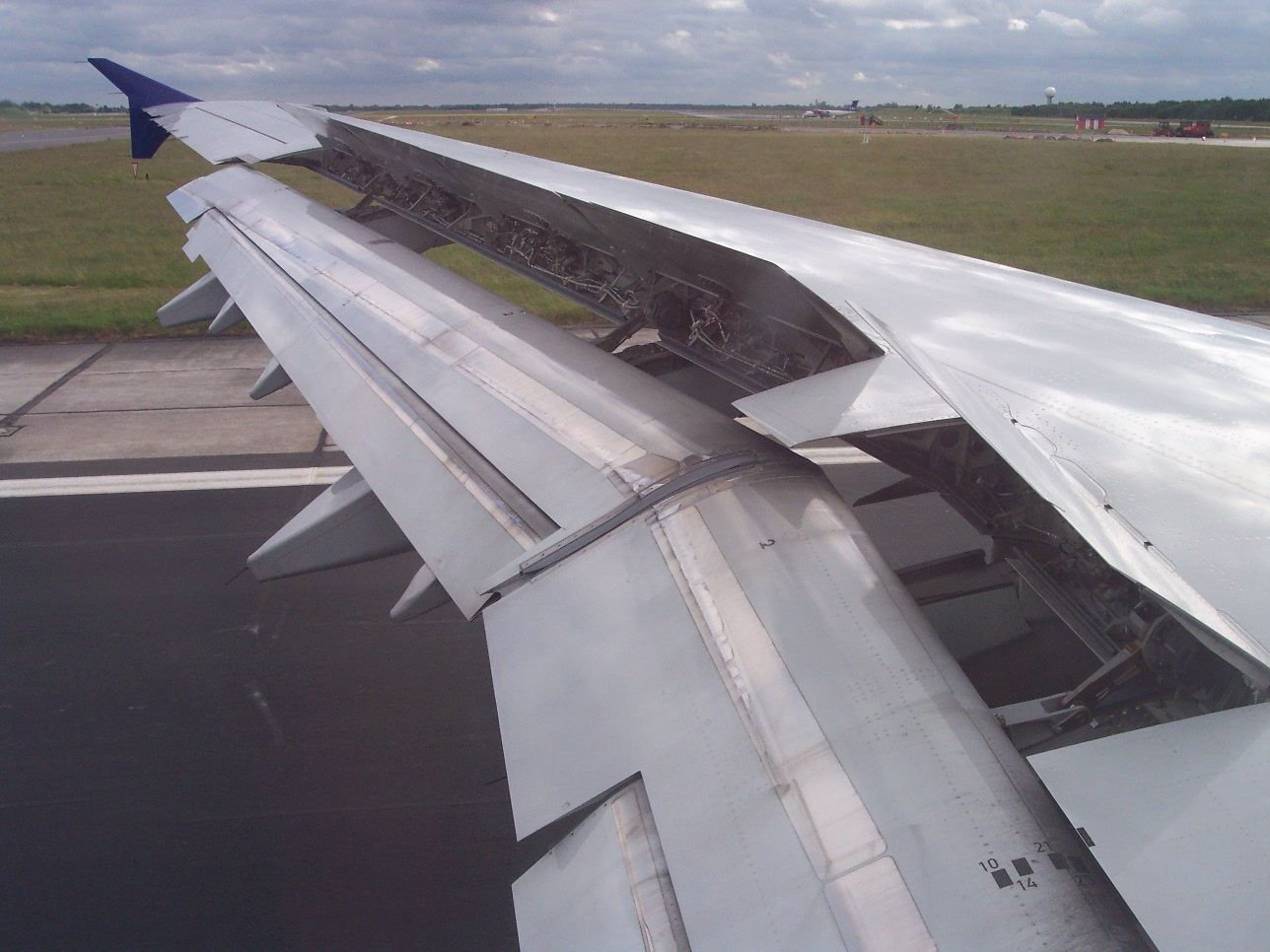
Airbus A320 repülőgép hátrasikló, kétszeresen réselt fékszárnya kiengedett helyzetben. A fékszárnyak előtt fölhajtott állapotban vannak a féklapok.

A fékszárny olyan mozgatható felület a repülőgép szárnyainak kilépő élein, amely kiengedési fokozataitól függően egyre jobban növeli a szárnyak felhajtóerejét. Ennek természetesen „ára” van, mivel a szárny légellenállása is annál jobban növekszik, minél jobban ki van engedve a hozzá tartozó fékszárny, így csökkenti a repülési sebességet. A fékszárny kitérítésekor kezdetben a felhajtóerő-tényező nagymértékben, az ellenállás-tényező kismértékben növekszik. A kitérítés növekedésével az ellenállás-tényező egyre jobban növekszik a felhajtóerő-tényező pedig alig. Ezen kettős jelenség miatt használják a fékszárnyat a fel- és leszálláshoz, ahol viszonylag alacsony sebességre és közben elegendő felhajtóerőre is szükség van egyszerre.
A szárnyakon keletkező felhajtóerőt javítja a kiengedett fékszárny által megnövelt íveltség és az eközben nyert megnövekedett effektív szárnyfelület is. A fékszárny nem az egész kilépőél hosszában van kialakítva, hanem általában csak a géptörzshöz közel, a csűrőkormány mellett található szakaszon. Ezzel az a céljuk a tervezőknek, hogy a plusz emelőhatás minél rövidebb erőkaron hasson a repülőgéptörzsre, elkerülve ezzel a szárnyak felesleges terhelését az egyre vékonyodó külső részeken. A fékszárnyakat általában leszálláskor teljesen kiengedik – ez a repülőgép terhelésétől és az aktuális széltől is függ – ami elősegíti a gép nagyobb mértékű lassulását úgy, hogy a felhajtóerő elégséges marad ahhoz, hogy a gép ne adja le az orrát (az áramlás ne váljon le a szárnyakról, vagyis ne essen át). A repülőgép típusától, terhelésétől és a széltől függően felszálláskor is szokás a fékszárnyakat kis mértékben alkalmazni, hogy a relatíve alacsony sebességen történő talajtól való elszakadás pillanatában segítse a minél hatékonyabb emelkedést. Rövid vagy puha talajú pálya esetében különösen fontos a minél előbbi elemelkedés, ilyenkor a fékszárnyak mindig ki vannak engedve részlegesen (ez a felszállófokozat), hogy a szárnyak nagyobb felhajtóerőt biztosítsanak. A fékszárnyak kiengedésének minden géptípus esetében sebességi korlátozásai vannak, azaz bizonyos sebességek fölött a fékszárnyakat kiengedni nem szabad (illetve a sebességhatár elérésekor vissza kell azokat húzni), mert az áramlás károsítaná a kiengedett fékszárnyak és/vagy az egész szárny szerkezetét.

## A fékszárnyak típusai

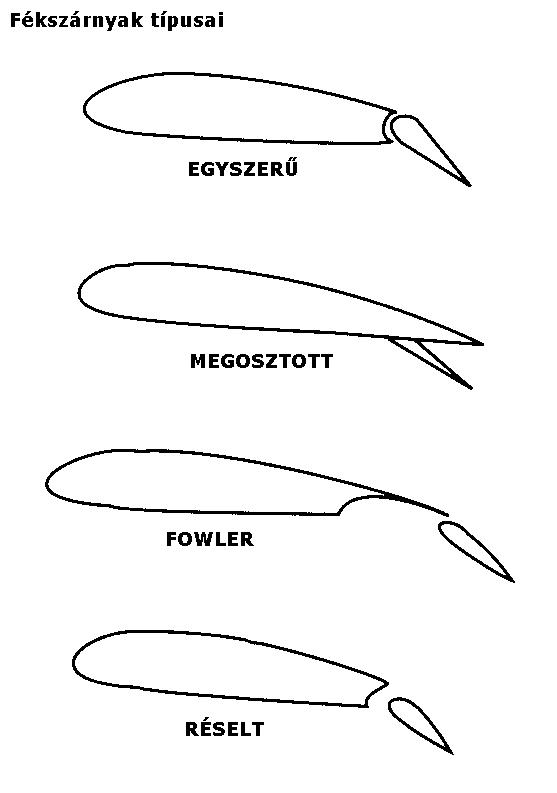
Fékszárnyak típusai

- Egyszerű fékszárny (Ívelőlap)– Ez általában egy tengelyen mozog. Gyakorlatilag a szárny kilépőélének egy mozgatható darabja, amelyet meghatározott fokokra lehet lenyitni a szárny többi részéhez képest. Egy "20 fokos fékszárny" kifejezés azt jelenti, hogy a szárnnyal 20 fokos szöget zár be a kitérített fékszárny. A fékszárnyat felszálláshoz kevésbé, leszálláshoz jobban térítik ki. A kitérítés módja lehet manuális-rudazatos vagy elektromotoros, a nagyobb gépeken pedig hidraulikus. Ívelőlappal ellátott vitorlázó repülőgépeknél rendszerint van úgynevezett negatív állása is, ilyenkor  kismértékben  (5-10 fok) felfelé tér ki. Ezzel nagy sebességű repülésnél a szárny íveltségét, s így az ellenállását csökkentik.
- Megosztott fékszárny (Terpeszlap) – A felső és az alsó felület külön van. Az alsó felület az előbbiekben ismertetett módozatú fékszárnyként működik, míg a felső felület alig vagy egyáltalán nem mozog, így változatlanul megtartja az eredeti felső szárnyfelületet.
- Fowler-féle fékszárny – Mielőtt lefelé fordul még ki is csúszik a szárnyból. Ez az egyik legjobb az alacsony sebességhez, mivel igen jelentős szárnyfelület-növekedést eredményez. A korszerű utasszállító repülőgépeken többrészes megoldással alkalmazzák, tehát több részletben képes a fékszárny szétcsúszni és közben hátra-lefelé is nyílni, ezáltal adva a szárnynak hatalmas plusz íveltséget és felületet.
- Réselt fékszárny – Itt egy rés van a szárny és a fékszárny között, ami lehetővé teszi, hogy a szárny alól érkező nagynyomású levegő megfújja a fékszárny fölső felületét, ezzel késleltesse az áramlás leválását. Az ekkor kialakuló nyomáskülönbség-kiegyenlítődés miatt a légáramlás a fékszárnyon marad, ezzel késlelteti az átesést (azaz az áramlásleválást).
- Junkers-féle fékszárny és csűrő – A szárny kilépő éle mögött és alatt a szárny teljes hosszában egy kis húrhosszúságú segédszárny van. A szárny és a segédszárny között állandóan rés van, ezzel biztosítva többlet megfújást a kitérített segédszárnynak. Ez kisebb sebességeknél használatos, mint például a Ju 52-nél, vagy a Ju 87 Stukánál.

Lásd még: Féklap